# Elifas

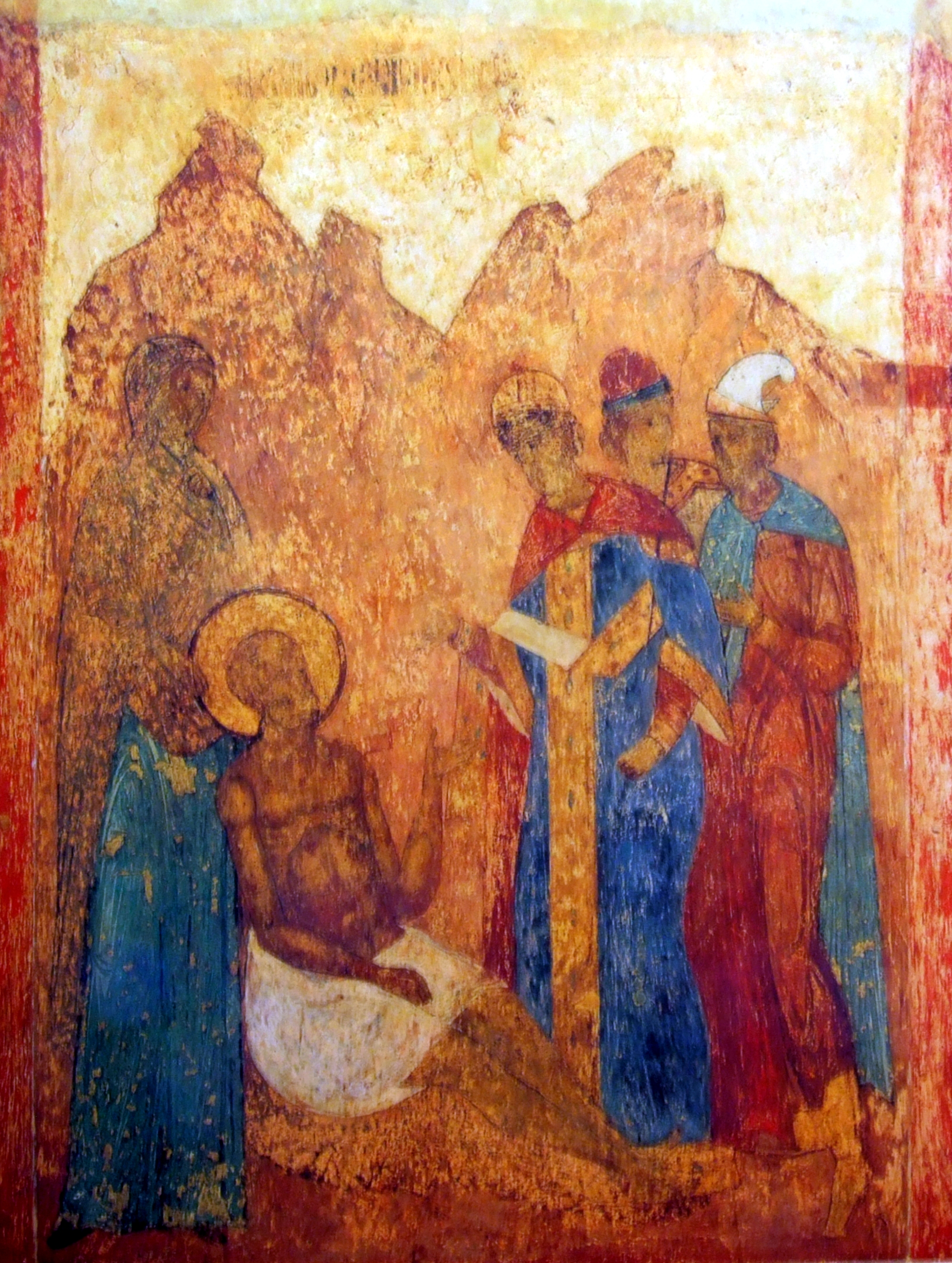
Job och hans tre vänner.

Elifas (hebreiska: אֱלִיפָז) är enligt Gamla testamentet en av Jobs vänner och ska ha härstammat från Teman. Han håller tre tal (Job 4, 15 och 22).